# Праліси Нересницького лісництва
Праліси Нересницького лісництва — пралісова пам'ятка природи місцевого значення. Об'єкт розташований на території Тячівського району Закарпатської області, на території державного підприємства «Брустурянське лісомисливське господарство».
Площа — 128,7 га, статус отриманий у 2020 році.